# Siracusa (tỉnh)
Tỉnh Syracuse (Tiếng Ý: Provincia di Siracusa; tiếng Sicilia: Pruvincia di Sarausa) là một tỉnh ở vùng đảo tự trị Sicilia in Ý. Tỉnh lỵ là thành phố Siracusa.
Tỉnh này có diện tích 2.109 km², tổng dân số là 396.167 người năm 2001.
Syracuse có 8% dân số người Sicilia và chiếm 8,2% diện tích Sicilia. Tỉnh này giáp tỉnh Catania về phía bắc và tây bắc, phía tây giáp tỉnh Ragusa.

## Các đô thị

Có 21 comuni (đô thị) ở trong tỉnh này  Lưu trữ ngày 7 tháng 8 năm 2007 tại Wayback Machine, xem các đô thị của tỉnh Syracuse. Các đô thị đông dân nhất là:
| Đô thị          | Dân số  |
| --------------- | ------- |
| Siracusa        | 123.115 |
| Augusta         | 33.818  |
| Avola           | 31.576  |
| Lentini         | 24.409  |
| Noto            | 23.367  |
| Floridia        | 21.565  |
| Pachino         | 21.477  |
| Rosolini        | 20.997  |
| Carlentini      | 17.245  |
| Francofonte     | 12.619  |
| Melilli         | 12.618  |
| Priolo Gargallo | 11.991  |